# Capitello (Ispani)

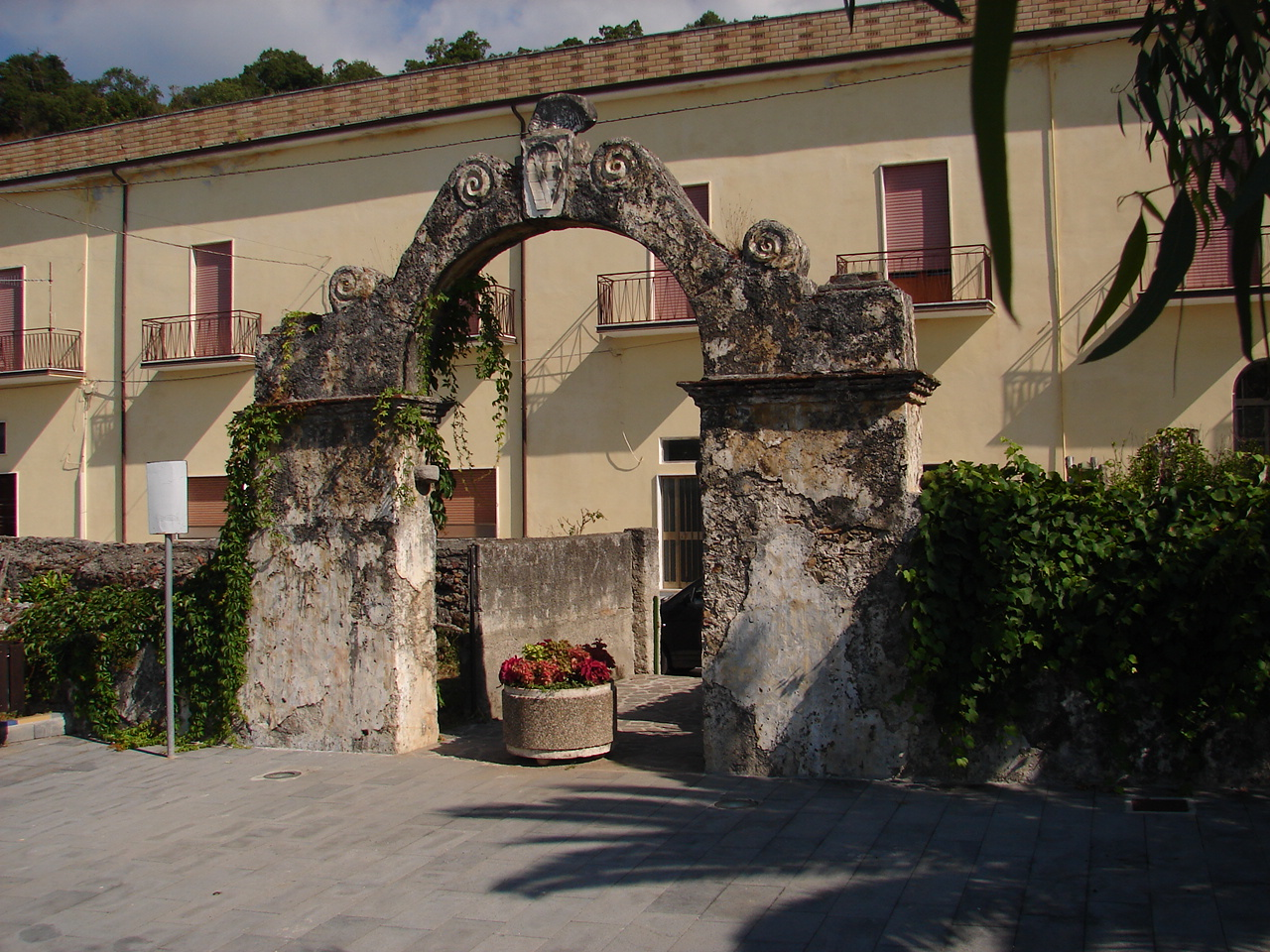
Arco dei Carafa

Capitello è la maggiore frazione del comune di Ispani, in provincia di Salerno.

## Posizione
Capitello si affaccia sul Golfo di Policastro, lungo la costa tirrenica. Sorge sulla SS 18 e dista circa 5 km da Ispani, 2,5 da Villammare, 7 da Sapri, 2,5 da Policastro e 6,5 da Scario.

## Storia
Sorto come piccolo borgo di pescatori, nel corso dei secoli si espanse grazie alla vicinanza del Castellaro che rientrava nel circuito difensivo della Policastro normanna, del XII secolo di cui ne sono visibili i ruderi.
Fu costruito da Ruggiero I, fratello minore di Roberto il Guiscardo con il concorso di Ruggiero d'Apulia, figlio di Roberto.Contribuì allo sviluppo del territorio di Capitello, la presenza della Torre costiera quadrilatera del XVI secolo, fatta costruire dal viceré spagnolo di Napoli per difendersi dagli attacchi dei pirati saraceni.
Di considerevole interesse dal punto di vista architettonico e storico, è l’arco d’accesso ai giardini dell’ex palazzo Carafa, sormontato da una lapide di marmo che avvertiva i malintenzionati della risolutezza dei feudatari dell'epoca. I Conti Carafa della Spina si rifugiarono a Capitello per scampare alla malaria che aveva infestato le terre della vicina Policastro e qui fecero costruire un importante palazzo che oggi ospita un convento. La lapide asportata dal palazzo e murata all’ingresso dei giardino recita: «Non t'alletti, o pirata / il bel terreno / simbol di Carafa / poiché una Spina il guarda / e se impiagò beltà divina / trafigger saprà meglio un mortal seno / 1645».
Capitello nel XVI secolo fu il centro maggiore del comune ed ebbe il rango di "borgo". Divenuta frazione di Ispani nel 1861 fu, durante il periodo fascista, la sede del comune che accorpava Ispani e Santa Marina. Dopo il 1948, con la nuova suddivisione dei due comuni, tornò ad essere una frazione ispanese.
Nel 1809 la popolazione era di 25 abitanti, ne1 1871 di 240, nel 1931 di 384, nel 1961 di 568 e di 511 nel 1970.

## Economia

### Turismo
Il paese è, al pari delle vicine località marine, una località turistica balneare piuttosto recettiva, per via della qualità delle acque e per il contesto ambientale.
Il paese conserva i resti di un muro e di una porta con un arco riportante il simbolo dei conti Carafa, proprietari del palazzo che oggi ospita un istituto religioso. Inoltre è presente una torre di avvistamento di origine normanna, non visitabile in quanto inglobata in una proprietà privata.

## Infrastrutture e trasporti
Per raggiungere il paese, la stazione più vicina è quella di Policastro Bussentino (3 km), in cui fermano treni regionali e interregionali da/per Napoli e Cosenza. Ma la stazione più importante è quella di Sapri (5 km), in cui fermano finanche i Frecciarossa per il Nord. 
A livello stradale, la variante alla SS 18 consente di raggiungere Salerno mentre quella alla 517, l'autostrada A2 del Mediterraneo

## Festività
La festa più importante è quella del Santo Patrono: S. Antonio da Padova, che richiama numerosi devoti da tutto il golfo di Policastro e da varie parti d'Italia. 
Il 12 giugno si tiene la "benedizione dei pani", con processione lungo le strade del paese. La sera, solitamente in piazza, si esibiscono cantanti e/o gruppi musicali. 
Il 13 giugno, nel pomeriggio, si svolge la "riffa", un'asta con oggetti donati dai fedeli e prodotti tipici locali. Al termine, una processione accompagna il santo nella cappella a lui dedicata. La festa si conclude con i fuochi d'artificio sul mare e con l'esibizione di cantanti e/o gruppi musicali.